# Distretto di Vize
Il distretto di Vize è uno dei distretti della provincia di Kırklareli, in Turchia.